# Oxyfuel-Verfahren
Das Oxyfuel-Verfahren (aus Oxy für Oxygen (Sauerstoff) und fuel für Brennstoff) ist ein Verbrennungsverfahren, bei dem besonders hohe Flammentemperaturen erreicht werden können. Es ist sowohl für gasförmige als auch für flüssige und feste Brennstoffe anwendbar. Im Gegensatz zur konventionellen Verbrennung mit Luft wird der Brennstoff mit nahezu reinem Sauerstoff (also ohne oder nur mit geringem Anteil von Stickstoff und Argon) verbrannt. Um die resultierende Flammentemperatur beeinflussen zu können, wird eine bestimmte Menge von Abgas bzw. Rauchgas intern oder extern (abgekühlt) rezirkuliert (Rezirkulationsgas), d. h. im externen Fall mit dem Brennstoff und dem Sauerstoff zusammen in die Brennkammer eingeblasen. Die Flammentemperatur ist dabei abhängig von der Temperatur des rezirkulierten Rauchgasmassenstroms, dessen Verhältnis  zum Brennstoffmassenstrom und dem Luftverhältnis.
Das Oxyfuel-Verfahren eignet sich auch als Grundlage für Kraftwerksprozesse, die eine Abscheidung und damit Sequestrierung des bei der Verbrennung entstandenen Kohlendioxids (CO2) erlauben. Diese Kraftwerksprozesse werden deshalb derzeit weltweit intensiv erforscht und entwickelt. Als Basisprozesse kommen in diesem Fall sowohl Gasturbinenkraftwerke, die in der Regel mit Erdgas befeuert werden, als auch kohlegefeuerte Dampfkraftwerke in Frage. Mineralöle werden in Deutschland nicht zur großtechnischen Stromerzeugung eingesetzt und spielen auch international eine untergeordnete Rolle.

## Historische Entwicklung
Die erste Konzeptstudie eines Oxyfuel-Kraftwerks von Degtiarev und Gribovski von 1967 hatte die Herstellung von CO2 für industrielle Anwendungen bei gleichzeitiger Stromerzeugung zum Ziel. Erste experimentelle Untersuchungen der Verbrennung beim Oxyfuel-Verfahrens in den 1980er Jahren waren wiederum durch die effiziente Herstellung von CO2 zur „erweiterten Ölförderung“ („Enhanced Oil Recovery“, EOR) motiviert.
Mit Stand 2019 werden die neuen Verfahren kaum industriell genutzt. In der EU ist der italienische Anlagenbauer ITEA Vorreiter mit einer 5-Megawatt-Anlage in Süditalien und in Deutschland hat Vattenfall und Alstom eine 30-MW-Anlage in Schwarze Pumpe im Jahr 2008 in Betrieb genommen. Die US-Firma ThermoEnergy betreibt eine 15-Megawatt-Pilotanlage in Singapur, die Oxy Combustion nutzen.
In der Stahlindustrie sind über 100 Wärmeöfen auf das Oxyfuel-Verfahren umgerüstet. Die ersten wurden Ende der 1980er Jahre umgerüstet. Meistens geht es darum, im gleichen Ofen eine erhöhte Wärmekapazität oder die Verwendung von weniger Öfen für die gleiche Produktion zu ermöglichen. Es gibt aber auch Beispiele, wo das Hauptziel nur weniger NOx-emissionen oder weniger Energieverbrauch waren. Die Brennstoffeinsparung mit dem Oxyfuel-Verfahren liegt bei Hochtemperaturprozessen bei 25–75 %. Je nachdem wie hoch die Abgastemperatur und die rückgewonnene Energie durch Luftvorwärmung in Recuperatoren oder Regeneratoren ist. Wenige NOx-Emissionen werden durch flammenlose Verbrennung erzielt. Die flammenlose Verbrennung entsteht durch eine Bremsung der Reaktionsgeschwindigkeit, die wiederum durch eine Einmischung von Abgasen durch Rezirkulation (intern oder extern) erzielt wird. Die Verbrennung braucht dadurch längere Zeit und mehr Volumen und somit sinkt die Flammentemperatur.

## Sauerstoffbereitstellung
Die Bereitstellung von Sauerstoff für das Oxyfuel-Verfahren ist mit erheblichem technischen Aufwand verbunden. Stand der Technik für die großtechnische Erzeugung von Sauerstoff ist die kryogene Luftzerlegung (Linde-Verfahren). Dieses Verfahren erfordert große Mengen elektrischer Energie, was sich negativ auf die Energieeffizienz von Oxyfuel-Prozessen auswirkt und damit die wirtschaftliche Rentabilität für derzeitige als auch für noch zu findende Anwendungen ausschließt. In den letzten Jahren werden jedoch Verfahren auf Grundlage von Membranen erforscht, die durchlässig für Sauerstoff, jedoch nicht für Stickstoff sind. Diese Verfahren haben das Potenzial, den Aufwand für die Sauerstoffbereitstellung deutlich zu verringern.
Allerdings befinden sich die Membranverfahren zur Sauerstofferzeugung und deren Anwendungsmöglichkeiten bei der Energieerzeugung im Versuchsstadium und an eine kommerzielle, großtechnische  Nutzung ist mittelfristig nicht zu denken.
Dagegen hat sich gezeigt, dass sich der spezifische Energiebedarf für die Sauerstofferzeugung mittels kryogener Luftzerlegung erheblich verringert, wenn man auf die in der Industrie bisher übliche höchste Sauerstoffkonzentration (>99,5 Prozent) verzichtet und eine für das Oxyfuel-Verfahren ausreichende Konzentration von z. B. 95 Prozent wählt. Da diese Reinheiten bereits bei Vergasungsprozessen großtechnisch zur Anwendung kommen, lässt sich dieses Einsparungspotential der kryogenen Sauerstofferzeugung sofort nutzen.
Wissenschaftliche Studien haben darüber hinaus gezeigt, dass sich auch im thermodynamischen Vergleich von Oxyfuel-Kraftwerksprozessen mit Sauerstoffbereitstellung durch kryogene Luftzerlegungsanlagen und durch Hochtemperaturmembranen kaum signifikante Unterschiede im erzielbaren Wirkungsgrad ergeben.

## Kommerzielle Anwendung
Die beim Oxyfuel-Verfahren erreichbaren hohen Flammentemperaturen werden in der Glas- und Stahlindustrie vorteilhaft genutzt. Darüber hinaus bietet das Oxyfuel-Verfahren Potenziale zur Energieeinsparung bei diesen Prozessen. Gegenüber der konventionellen Verbrennung wird durch die Abwesenheit von Stickstoff der Abgasmassenstrom verringert, so dass bei konstanter Abgastemperatur die Wärmeverluste des Prozesses geringer sind, was wiederum zu einem verringerten Brennstoffeinsatz führt. Dem steht der für die Bereitstellung des Sauerstoffs notwendige Energieaufwand gegenüber.
Eine andere Möglichkeit der Prozessoptimierung besteht im Betrieb der Feuerung mit sauerstoffangereicherter Luft, d. h. Luft mit einem Sauerstoffgehalt von mehr als 21 Volumenanteilen. Hierzu ist ebenfalls die Bereitstellung reinen Sauerstoffs notwendig, der der Luft vor der Verbrennung zugemischt wird. Das Resultat ist eine höhere adiabate Verbrennungstemperatur und damit eine höhere Flammentemperatur. Die bereitzustellende Sauerstoffmenge ist bei dieser Prozessführung geringer, außerdem kann die Rezirkulation entfallen.

## Potenzielle Nutzung zur CO2-Abscheidung
Für die Sequestrierung des Treibhausgases CO2 darf nur ein kleiner Anteil Fremdgase enthalten sein. Das Oxyfuel-Verfahren ist gut geeignet, um CO2 mit hoher Reinheit zu produzieren, es wurde ursprünglich ja sogar zu diesem Zweck entwickelt. (s. o.) Der Treibhauseffekt war zum Zeitpunkt der ersten Untersuchungen zwar prinzipiell schon bekannt, über dessen Auswirkungen auf menschliche Lebensbedingungen herrschte jedoch noch nicht der heute existierende wissenschaftliche Konsens, so dass auch die wirtschaftlichen Rahmenbedingungen fehlten, die die Erforschung der CO2-Sequestrierung tragen. Erst seit Ende der 1990er Jahre wird weltweit die Nutzung des Verfahrens für die Entwicklung von Kraftwerksprozessen erforscht, die eine Abscheidung des CO2 im Kraftwerk und damit dessen Sequestrierung erlauben.

### CO2-Reinheit

#### Erzeugung von reinem CO2
Geht man in einem stark idealisierten Szenario davon aus, dass ein reiner Kohlenwasserstoff als Brennstoff dient, so erhält man bei vollständiger Verbrennung mit reinem Sauerstoff bei einem Luftverhältnis von 1 („stöchiometrische Verbrennung“) ein Abgas, das ausschließlich aus Kohlendioxid und Wasser besteht. Grundsätzlich kann das Oxyfuel-Verfahren mit feuchter oder trockener Rezirkulation realisiert werden. In ersterem Fall wird dieses Abgas direkt rezirkuliert, in letzterem Fall wird es zuvor soweit abgekühlt, dass es zur Kondensation des Wassers kommt, das einen höheren Siedepunkt als Kohlendioxid besitzt. Selbst im Fall einer feuchten Rezirkulation wird diese Kondensation jedoch durchgeführt, nachdem man einen Teil des Abgases abgezweigt hat, so dass man reines Kohlendioxid erhält, das dann der Sequestrierung zugeführt werden soll.

#### Einflussfaktoren auf den Reinheitsgrad von CO2
Obwohl ein Oxyfuel-Prozess CO2 mit hoher Reinheit erzeugen kann, ist der oben beschriebene Idealfall reinen Kohlendioxids nicht erreichbar. Für den Transport vom Kraftwerk zur Lagerstätte ist die Verflüssigung des CO2 notwendig. Verunreinigungen erhöhen i. d. R. den für die Verflüssigung notwendigen Druck und damit den mit der Verdichtung verbundenen Energieaufwand, was sich wiederum negativ auf die Energieeffizienz des Gesamtprozesses auswirkt. Darüber hinaus erhöhen Verunreinigungen das benötigte Speichervolumen und sind auch im Hinblick auf eine sichere dauerhafte Einlagerung bedenklich.
Das zuvor beschriebene idealisierte Szenario ohne jegliche Verunreinigungen weicht in folgenden Punkten von der Realität ab:
- Während Erdgas oft in guter Näherung als reiner Kohlenwasserstoff modelliert werden kann, ist diese Annahme bei Kohle nur für sehr grundlegende Betrachtungen zulässig. Kohle kann grundsätzlich alle Elemente des Periodensystems enthalten. Insbesondere die Belastung durch Stickstoff und Schwefel ist hierbei problematisch, da hieraus während der Verbrennung Schwefeloxide und (mit geringeren Umsatzraten) Stickoxide entstehen. Kohle enthält außerdem nichtbrennbare Bestandteile (Asche).
- Eine Verbrennung läuft niemals vollständig ab. Dies kann u. a. zu Verunreinigungen durch Kohlenmonoxid (CO), unverbrannte Kohlenwasserstoffe und Ruß führen.
- Kohle wird beim für heutige Großdampferzeuger üblichen Prinzip der atmosphärischen Staubfeuerung bei Luftverhältnissen von ca. 1,15 verbrannt. Dies führt zu Restsauerstoff im Rauchgas.
- Bei der kryogenen Sauerstoffbereitstellung nach dem Linde-Verfahren enthält der Sauerstoff je nach Anzahl der Destillationsstufen 0,5–5,0 Prozent Argon.
- Kohlegefeuerte Dampferzeuger mit atmosphärischen Staubfeuerungen sind in der heutigen Ausführung nicht luftdicht. Dies führt zum Eintrag von Umgebungsluft (Falschluft) und damit insbesondere Stickstoff in den Feuerraum. Diese Falschluft kann bei Neuanlagen mit konventioneller Verbrennung mit Luft bis zu 3 Prozent der gesamten Verbrennungsluft ausmachen. Bei älteren Anlagen kann dieser Wert bis auf 10 Prozent steigen.

#### Erhöhung des Reinheitsgrades von CO2
- Die bei der Verbrennung von Kohle entstehenden Aschepartikel können auf die heute in konventionellen Kraftwerken angewandte Weise, nämlich mit Elektrofiltern, aus dem Rauchgas entfernt werden. Bei Prozessen mit membranbasierter Sauerstoffbereitstellung muss das Rauchgas bei hohen Temperaturen gereinigt werden, bei denen Elektrofilter nicht mehr einsetzbar sind, so dass keramische Filter verwandt werden sollen.[10]
- Eine Verbrennung bei einem Luftverhältnis von mehr als 1 führt zwangsläufig zu Restsauerstoff im Rauchgas. Eine Verringerung des Luftverhältnisses führt jedoch zu immer größeren Anteilen unverbrannten Brennstoffs. (Sowohl Kohlenstoff in den Aschepartikeln als auch CO im Gas) Hier muss also ein Kompromiss gefunden werden. Durch die Nutzung eines anderen Feuerungsprinzips, das auch bei nahstöchiometrischer Verbrennung hohe Ausbrandraten gewährleistet (z. B. Wirbelschichtfeuerung) könnten die Ziele der CO- und Sauerstoffreduktion besser miteinander vereinbart werden. Gegenwärtig wird ein Sauerstoffüberschuss von 15 Prozent als realistisch angesehen.
- Argon verhält sich als Edelgas sehr reaktionsträge (inert). Eine auf chemischen Reaktionen sowie Absorptions- oder Adsorptionsprozessen basierende Reinigung ist somit nicht möglich.
- Die Kontamination des CO2 mit Stickstoff durch den Falschlufteintrag in den Dampferzeugern kann durch ein Abdichten des Dampferzeugers verringert werden. Bei der Verbrennung mit Luft besteht kaum Veranlassung zu dieser einmaligen Maßnahme, so dass dies bei heutigen konventionellen Dampferzeugern unterbleibt.
- Für den Fall, dass eine Reinheit des CO2 von mehr als 90 Prozent erreicht werden soll, wird die Möglichkeit der kryogenen Aufreinigung mittels partieller Kondensation und anschließender Destillation (Rektifikation) in Erwägung gezogen.[11]

### Wärme- und feuerungstechnische Problemstellungen
Schwerpunkte der Forschungsarbeiten im Bereich der CO2-Abscheidung sind die Untersuchung der Wärmeübertragung in den Feuerräumen und der Verbrennung.

#### Wärmestrahlung
In Feuerungen spielt die Wärmeübertragung durch Strahlung eine dominierende Rolle. Der diesbezügliche Forschungsbedarf entsteht durch die veränderte Zusammensetzung des Rauchgases, dessen Strahlungeigenschaften sich durch den stark erhöhten CO2-Anteil verändern. Im Gegensatz zum ansonsten in großen Mengen vorhandenen Stickstoff absorbiert CO2 Strahlung im nahen infraroten Bereich des Spektrums, ein Bereich, in dem bei den in einer Feuerung üblichen Temperaturen gemäß dem Wienschen Verschiebungsgesetz der Großteil der Strahlung emittiert wird. Im Bereich der Flammenstrahlung wird die Gasstrahlung von der Strahlung der Partikel überlagert, die sich bei gleichen Flammentemperaturen nicht wesentlich von der Luftverbrennung unterscheidet.

#### Reaktionskinetik
Weitere Neuerungen werden durch die Auswirkungen des Boudouard-Gleichgewichts auf die Reaktionskinetik bei der Verbrennung von Kohle in einer CO2/O2-Atmosphäre notwendig. Wird durch die Oxidation des im Kohlekorn gebundenen Kohlenstoffs mit gasförmigem Sauerstoff zu gasförmigem CO2 Wärme freigesetzt, so heizt sich das entstehende Rauchgas auf:
{\displaystyle \mathrm {C_{fest}+O_{2}\ \rightleftharpoons CO_{2};\quad \Delta H=-393\ {\frac {kJ}{mol}}} }
Ab einer gewissen Temperatur reagiert das CO2 jedoch wiederum mit weiterem Kohlenstoff von der Oberfläche des Kohlekorns zu Kohlenmonoxid (CO):
{\displaystyle \mathrm {CO_{2}+C_{fest}\ \rightleftharpoons \ 2\ CO\ ;\quad \Delta H=+172\ {\frac {kJ}{mol}}} }
Diese Reduktion des CO2 ist bei einer Verbrennung mit Luft aufgrund der geringen CO2-Konzentrationen im Rauchgas vernachlässigbar. Bei der Oxyfuel-Verbrennung nimmt sie jedoch starken Einfluss, da der CO2-Anteil unter diesen Umständen im Bereich von 60 bis 80 Volumenprozent liegt. Die Reaktion ist endotherm. Sie nimmt Wärme auf und wirkt damit nach dem Prinzip vom kleinsten Zwang dem Aufheizen des Rauchgases entgegen. Darüber hinaus erhöht sich im Verlauf der Reaktion die Anzahl der Moleküle in der Gasphase (aus einem CO2 werden zwei CO). Dies hat Einfluss auf die Aerodynamik am Brenner und damit auf den weiteren Reaktionsfortschritt.

### CO2-Abscheidung in Gasturbinenkraftwerken
Das 2001 abgeschlossene AZEP-Projekt (Advanced Zero Emissions Power Plant) beschäftigte sich mit der Erforschung eines Oxyfuel-Prozesses auf Basis eines erdgasgefeuerten GuD-Kraftwerks und umfasste auch die Entwicklung von Membranen zur Sauerstoffbereitstellung.

### CO2-Abscheidung in Dampfkraftwerken
Schwerpunkt der Forschung sowohl in Deutschland als auch international ist jedoch die CO2-Abscheidung aus kohlegefeuerten Dampfkraftwerken. Die Gründe hierfür sind sowohl technischer als auch politischer Natur:
- Die Elemente Kohlenstoff und Wasserstoff, deren Oxidation während der Verbrennung zur Erzeugung von Wärme führt, herrschen in Kohle in anderen Verhältnissen vor als in gasförmigen Brennstoffen. Durch das höhere Verhältnis von Kohlenstoff zu Wasserstoff in Kohle ergeben sich bezogen auf die erzeugte Wärme höhere CO2-Emissionen.
- Bei der Stromerzeugung mit Kohle in Dampfkraftwerken werden geringere elektrische Wirkungsgrade erreicht als in gasgefeuerten GuD-Kraftwerken.
- Berücksichtigt man zudem die Struktur des Kraftwerksparks in Deutschland, so wird deutlich, dass derzeit die durch Kohleverbrennung verursachten CO2-Emissionen die durch Gasverbrennung deutlich übertreffen. Das absolute Einsparpotenzial ist somit im Fall von Kohle deutlich höher als im Fall von Gas. Dies ist auch in anderen Ländern häufig der Fall.
- Gegen die Forderung von Umweltschutzverbänden und anderer politischer Akteure, die Stromerzeugung aus Kohle im Hinblick auf die hohen CO2-Emissionen einzustellen und stattdessen in höherem Maße auf Erdgas zurückgreifen, wird häufig von Seiten der Politik und der Stromerzeuger der Gesichtspunkt der Versorgungssicherheit bzw. Importabhängigkeit ins Feld geführt. Während die weltweiten Kohlevorkommen über viele Länder verteilt seien (und in Form von Braunkohle auch in Deutschland vorkommen), seien Erdgasreserven in deutlich weniger Ländern konzentriert. Darüber hinaus sei der heizwertbezogene Preis von Kohle niedriger und deren statische Reichweite höher.

Nach erfolgreichen Tests im Technikum hat die Vattenfall Europe AG 2006 bis 2008 eine Pilotanlage zur CO2-Abscheidung errichtet, die am 9. September 2008 offiziell in den Probebetrieb ging.

### „CO2-frei“?
Im Zusammenhang mit auf dem Oxyfuel-Verfahren basierenden Kraftwerksprozessen wird zuweilen der Begriff „CO2-frei“ oder im englischen Sprachgebrauch auch „Zero Emission“ verwendet. Hierzu ist anzumerken, dass ein Oxyfuel-Prozess nicht im wörtlichen Sinne „CO2-frei“ sein kann, da bei der Verbrennung fossiler Brennstoffe zwangsläufig CO2 entsteht. Der englische Begriff „zero emission“ bzw. dessen wörtlichere Übersetzung „Emissionsfrei“ werden den realen Verhältnissen besser gerecht.
Hintergrund dieser Bezeichnungen ist die Tatsache, dass beim Oxyfuel-Verfahren der Rauchgasstrom selbst durch das Entfernen anderer Komponenten zum möglichst reinen, deponierbaren CO2-Strom werden soll. Bei den beiden anderen Prozessen, die für eine Abscheidung in Frage kommen, namentlich die Kohlevergasung und die Rauchgaswäsche, wird hingegen CO2 aus dem entstandenen Rauch- oder Abgas mit Hilfe eines chemischen oder physikalischen Lösungsmittels entfernt. Dabei bleiben zwangsläufig Teile des CO2 im Gas zurück. Man geht davon aus, dass diese Prozesse eine Abscheidung von 85 bis 90 Prozent des CO2 erlauben, da bei einer weiteren Steigerung der technische Aufwand und damit die Kosten stark ansteigen.
Bei einer eventuellen destillativen Aufreinigung des CO2 aus dem Oxyfuel-Verfahren geht, je nach Auslegung der Destillation, ein nicht vernachlässigbarer Anteil des CO2 mit den abgetrennten, nicht kondensierbaren Gasen O2, N2 und Ar verloren. Der Preis der Aufreinigung ist, dass ein maximaler Abscheidungsgrad von ungefähr 98 Prozent möglich ist.
Es sei auch darauf verwiesen, dass beim Oxyfuel-Verfahren bei der Kondensation des Wassers ebenfalls in geringem Umfang CO2 aus dem Abgas entfernt wird. Nach der Kondensation liegt es gelöst im Wasser vor und kann damit nicht sequestriert werden. Sofern es nicht aus dem Wasser entfernt wird oder das Wasser selbst in irgendeiner Form sequestriert wird, muss diese Kohlensäure als CO2-Emission angesehen werden. Angesichts der geringen CO2-Mengen dürfte sich eine solche weitere Behandlung jedoch kaum lohnen.
Gemäß einer einstweiligen Verfügung des Landgerichts Berlin vom 4. Dezember 2007 ist es der Vattenfall Europe AG untersagt, die im Industriepark Schwarze Pumpe befindliche Pilotanlage als „CO2-frei“ zu bezeichnen.